# بانتشاسيلا (اقتصاد)

يحتوي الشعار الوطني لإندونيسيا على درع يمثل بانتشاسيلا.

بانتشاسيلا الاقتصادية تعرف أيضًا باسم الاقتصاد الشعبوي الإندونيسي هو نظام اقتصادي يهدف إلى عكس المبادئ الخمسة لبانكاسيلا. ظهر مصطلح «اقتصاد البانشاسيلا» لأول مرة في مقال بقلم إميل سليم في عام 1967. يعد موبيارتو واحد من أقوى منظري بانتشاسيلا الاقتصاديين.
في جوهره فإن اقتصاد بانتشاسيلا هو نظام يحاول تجنب تقلبات شبيهة بالبندوليوم من طرف واحد (اقتصاد السوق الحر والمعروف في إندونيسيا باسم محاربة الليبرالية الحرة) إلى الآخر (اشتراكية الدولة، وخاصة من النوع السوفيتي). بعبارات بسيطة يمكن وصف «اقتصاد بانتشاسيلا» على أنه نظام اقتصادي للسوق مع سيطرة الحكومة أو اقتصاد سوق متحكم فيه. يمكن اعتبار اقتصاد بانتشاسيلا مثالًا على اقتصاد مختلط أو نظام اقتصادي ثالث.
يُنظر إلى اقتصاد البانشاسيلا على أنه موازنة للنهج الكلاسيكي الجديد الذي يعزز الفردية والأسواق الحرة التي يتم تكييفها مع قيم المجتمع الإندونيسي، بما في ذلك القيم الدينية والثقافة والعادات والقواعد.
تم تصور مفهوم اقتصاديات البانشاسيلا لأول مرة في الأيام الأولى للنظام الجديد كجزء من «إزالة سوكارنوزيزي» و«تطهير الشيوعيين وحركة 30 سبتمبر وبقايا الحزب الشيوعي الإندونيسي من بانكاسيلا» الذي كان يهدف إلى ما يدعي النظام بأنه «العودة إلى بانتشاسيلا النقية».

## المميزات
يعتمد نظام بانكاسيلا الاقتصادي على المادة 33 من الدستور الإندونيسي. يدعو المقال إلى "مؤسسات جماعية وفقًا لمبدأ "الأسرة"، والمقصود تنفيذها من خلال التعاونيات، سيطرة الدولة على المرتفعات القيادية للاقتصاد والأراضي والموارد. الخصائص الأساسية الخمسة للمفهوم الاقتصادي لبانشاسيلا هي:
- التنمية التعاونية
- الالتزام بحقوق الملكية
- السياسة الاقتصادية القومية
- التخطيط المركزي
- التنفيذ اللامركزي

يُقال إن النظام الاقتصادي لبانكاسيلا يتفوق على الليبرالية. يدعي المنظرون أنه «نظام اقتصادي لعامة الناس». يجادل المنظرين الاقتصاديين في بانكاسيلا أيضًا بتفوق النظام على الاشتراكية، والتي يزعمون أنها لا تعترف «بالملكية الفردية».

## إندونيسيا
كان هناك الكثير من النقاش حول الحاجة إلى نظام بانتشاسيلا الاقتصادي في سياسة التنمية الاقتصادية في إندونيسيا منذ الاستقلال الإندونيسي في عام 1945. تم إقرار الدستور الإندونيسي عام 1945 بمبادئ اقتصاد البانشيلا. وتشمل هذه المبادئ الإنسانية، والقومية الاقتصادية، والديمقراطية الاقتصادية والعدالة.